# Kaouther Ben Hania

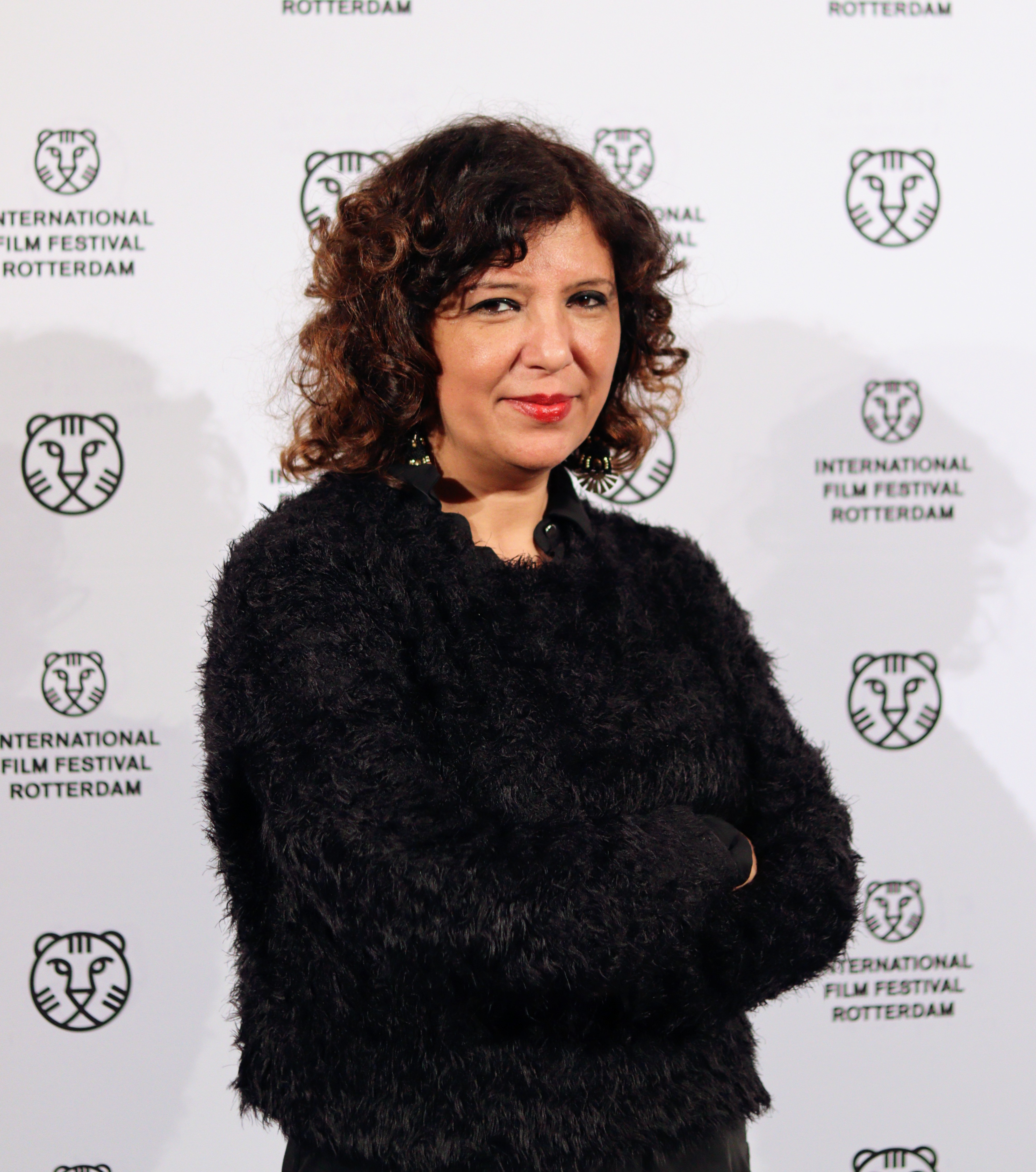
Kaouther Ben Hania (2024)

Kaouther Ben Hania, auch geschrieben Kaouther Ben Henia oder Kaouther Benhenia (arabisch كوثر بن هنية, DMG Kauṯar Bin Haniyya, * 1977 in Sidi Bouzid), ist eine tunesische Filmregisseurin und Drehbuchautorin.

## Leben
Kaouther Ben Hania wurde 1977 in Sidi Bouzid in Zentraltunesien geboren. Sie studierte Film an der Ecole des Arts et du Cinéma in Tunis und hiernach an der Fémis und an der Sorbonne in Paris.
Während des Studiums realisierte sie mehrere Kurzfilme. Ihr erster Langfilm Le Challat de Tunis wurde bei zahlreichen Festivals gezeigt. Diesen gestaltete sie wie einen Dokumentarfilm und erzählt von der Jasminrevolution in Tunesien, als im Jahr 2003 ein Motorradfahrer in Tunis mit einem Rasiermesser gezielt Frauen an ihrem Hintern verletzte und daher „Die Klinge von Tunis“ genannt wurde. Im Jahr 2017 stellte sie ihren Film La Belle et la meute – Aala Kaf Ifrit in Cannes vor. Der Film basiert lose auf dem Fall einer von drei Polizisten vergewaltigten Frau, die trotz des Vorfalls noch von der Staatsanwaltschaft wegen unsittlichen Verhaltens angezeigt wurde.
In ihrem Spielfilm Der Mann, der seine Haut verkaufte, der Anfang September 2020 bei den Internationalen Filmfestspielen in Venedig seine Premiere feierte, lässt sich ein syrischer Flüchtling als eine lebende Leinwand tätowieren. Der Mann, der seine Haut verkaufte wurde von Tunesien als Beitrag für die Oscarverleihung 2021 als bester Internationaler Film eingereicht und später auch von der Academy nominiert.
Im Jahr 2021 wurde sie beim Filmfestival von Cannes in die Jury des Kurzfilmwettbewerbs und der Nebensektion Cinéfondation berufen. Im darauffolgenden Jahr übernahm die Filmemacherin dort den Juryvorsitz der Semaine de la Critique.
Seit Sommer 2021 ist Ben Hania Mitglied der Academy of Motion Picture Arts and Sciences. Zwei Jahre später erhielt sie für die französisch-tunesische Produktion Olfas Töchter (Les filles d’Olfa) ihre erste Einladung in den Wettbewerb von Cannes. Auch dieser Film wurde von Tunesien als Kandidat für den Oscar in der Kategorie bester internationaler Film ausgewählt.
Im Jahr 2023 wurde sie in die Orizzonti-Wettbewerbsjury der 80. Filmfestspiele von Venedig berufen.
Ihr Film Olfas Töchter (2023) ist ein Dokumentarfilm, der die Geschichte von Olfa Hamrouni erzählt, einer alleinerziehenden Mutter aus Tunesien, deren zwei Töchter sich während ihrer Zeit als Hausangestellte in Libyen dem Islamischen Staat angeschlossen haben. Der Film, der bei den Filmfestspielen in Cannes mehrere Auszeichnungen gewann, beleuchtet die komplexen familiären und gesellschaftlichen Umstände, die zur Radikalisierung der Mädchen führten. Über Jahre kämpfte Olfa um die Befreiung ihre Töchter aus der Gefangenschaft in Libyen. Neben den preisgekrönten schauspielerischen Leistungen zeigt der Film die harten Realitäten des Lebens als alleinerziehende Mutter in Armut und die daraus resultierenden familiären Spannungen, die letztlich zur Flucht der Töchter führten.
Mit The Voice of Hind Rajab (2025) verfilmte Ben Hania den tragischen Tod des 5-jährigen palästinensischen Mädchens Hind Rajab. Es war Anfang 2024 während einer Militäraktion der israelischen Armee im Gazastreifen ums Leben gekommen. Ben Hanias Werk wurde in den Hauptwettbewerb des Filmfestivals von Venedig eingeladen.

## Filmografie (Auswahl)
- 2004: La Brèche (Kurzfilm)
- 2006: Moi, ma sœur et la chose (Kurzfilm)
- 2010: Les Imams vont à l’école (Dokumentarfilm)
- 2013: Le Challat de Tunis (Dokumentarfilm)
- 2016: Zaineb takrahou ethelj (Dokumentarfilm)
- 2017: La Belle et la meute – Aala Kaf Ifrit (Aala Kaf Ifrit)
- 2018: Sheikh's Watermelons (Kurzfilm)
- 2020: Der Mann, der seine Haut verkaufte (The Man Who Sold His Skin)
- 2021: I and the Stupid Boy (Kurzfilm)
- 2023: Olfas Töchter (Les filles d’Olfa)

## Auszeichnungen (Auswahl)
Internationale Filmfestspiele von Cannes
- 2023: Nominierung für die Goldene Palme (Olfas Töchter)

Oscar
- 2024: Nominierung als Bester Dokumentarfilm (Olfas Töchter)

Cinema Eye Honors Award
- 2024: Auszeichnung für die Beste Regie (Olfas Töchter)[12]

Gotham Awards
- 2023: Bester Dokumentarfilm (Olfas Töchter)

El Gouna Film Festival
- 2018: Bronze Star im Kurzfilmwettbewerb (Sheikh's Watermelons)
- 2018: Nominierung für den Golden Star im Kurzfilmwettbewerb (Sheikh's Watermelons)
- 2020: Bester arabischer Film im Spielfilmwettbewerb (Der Mann, der seine Haut verkaufte)
- 2020: Nominierung für den Golden Star im Spielfilmwettbewerb (Der Mann, der seine Haut verkaufte)[3][13]

Filmfest Hamburg
- 2017: Nominierung für den Michel (Zaineb Takrahou Ethelj)

Friedenspreis des Deutschen Films – Die Brücke
- 2021: Internationaler Friedenspreis des Deutschen Films (Der Mann, der seine Haut verkaufte)[14]

Haugesund
- 2021: Andreas Award (Der Mann, der seine Haut verkaufte)[15]

Internationales Filmfestival von Stockholm
- 2020: Nominierung als Bester Film für das Bronzene Pferd (Der Mann, der seine Haut verkaufte)[16]

Internationale Filmfestspiele von Venedig
- 2020: Nominierung als Bester Film für den Venice Horizons Award (Der Mann, der seine Haut verkaufte)
- 2020: Edipo Re der Università degli Studi di Padova (Der Mann, der seine Haut verkaufte)[17]
- 2025: Nominierung für den Goldenen Löwen (The Voice of Hind Rajab)

Prix Lumières
- 2018: Nominierung als Bester französischsprachiger Film (Aala Kaf Ifrit)
- 2024: Nominierung für den Besten Dokumentarfilm (Olfas Töchter)[18]